# Katzenbrunnen (Hildesheim)

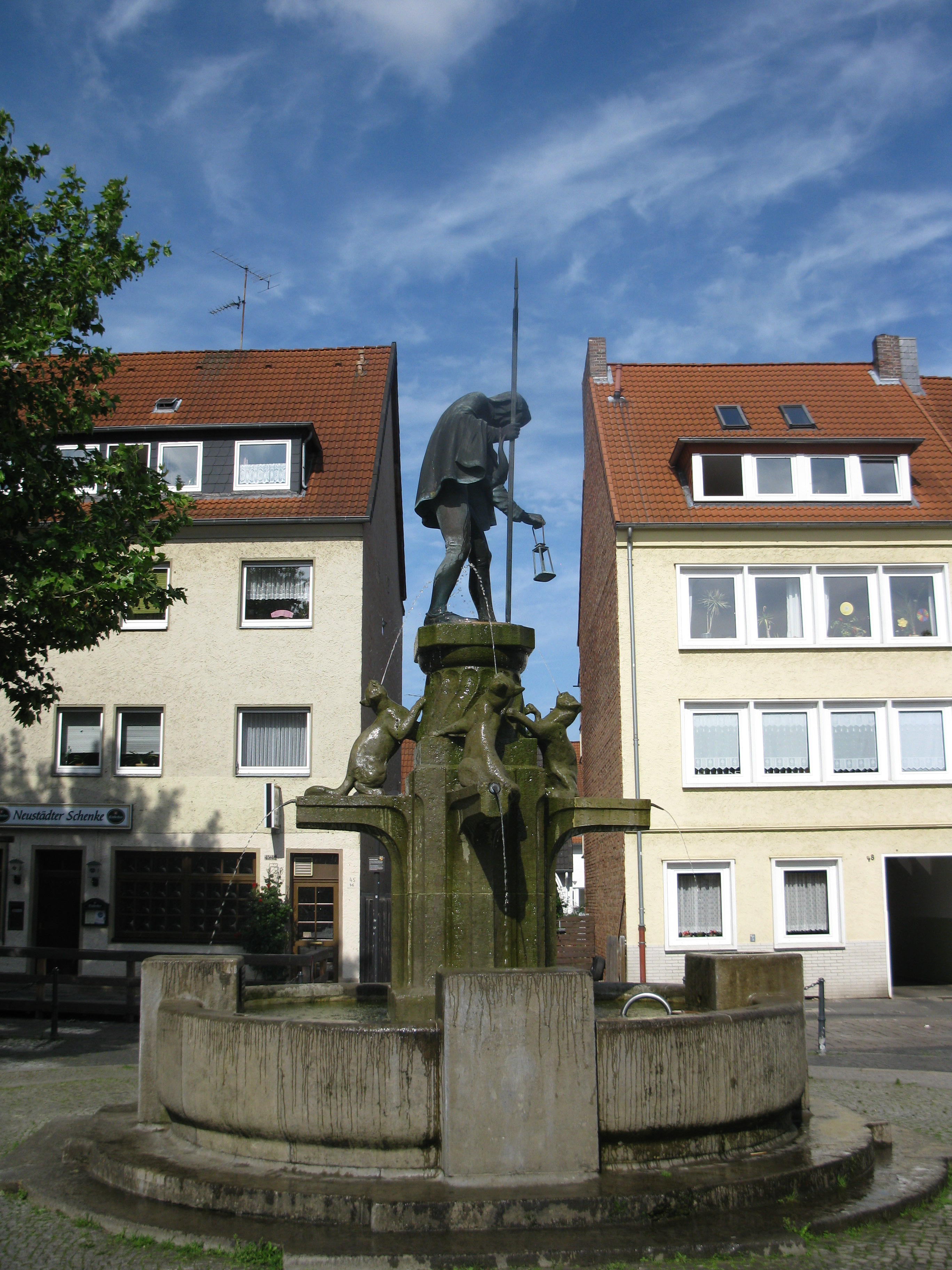
Katzenbrunnen (2009)

Der Katzenbrunnen ist der Brunnen auf dem Marktplatz der Neustadt in Hildesheim.  

## Beschreibung
Der Brunnen besteht aus einem Becken aus Dolomit, in dessen Mitte auf einer Säule eine aus Bronze gefertigte Figur eines Nachtwächters mit Speer und Laterne steht, die von vier auf Auslegern der Säule sitzenden steinernen Katzen angespien wird. Becken und Säule sind aus einem Stück. Das Becken hat einen Rauminhalt von 42 m³ und ein Gewicht von 10.200 kg; die Gesamthöhe des Brunnens beträgt sechs Meter, wovon 1,8 m auf die Figur entfallen.

## Hintergrund
Durch den Brunnen soll die Hildesheimer Sage von den „Hexen als Katzen“ dargestellt werden:

„Ein Nachtwächter in Hildesheim schlug, als er die Runde machte, nach einer großen, schwarzen Katze, die ihm im Wege saß. Knurrend und prustend sprang die Katze zur Seite. Als aber der Nachtwächter ans Ende der Straße kam, saßen ihm zwei solche Katzen im Wege. Ärgerlich nahm er seinen Spieß und warf ihn nach den Katzen. Diese sprangen wieder prustend zur Seite, taten zum Schrecken des Nachtwächters ihren Mund auf und sprachen: „Wenn wir nur erst zu dreien sind, wirst du deinen Lohn schon bekommen.“ Da schlug der erschrockene Mann ein Kreuz und tutete seine Kameraden herbei. Allein statt der übrigen Nachtwächter kam ein ganzes Heer von Katzen herbei und stürzte sich auf den Mann los. Ein Glück war’s für ihn, daß oben auf dem Turme „die Eins aushob“; denn noch war der Schlag nicht heraus, als die Katzen nach allen vier Winden auseinanderstoben und verschwanden. Die übrigen Nachtwächter hatten von seinem Tuten nichts gehört. Der hat des Nachts nie wieder nach einer Katze geschlagen.“

## Geschichte
1848 war der bisherige, aus einem zwölfeckigen steinernen Becken bestehende, Ähnlichkeit mit dem Marktbrunnen der Altstadt aufweisende Brunnen auf dem Neustädter Markt für 1300 Taler durch einen Kunstbrunnen ersetzt worden, der zur Verteilung des vom Galgenberg kommenden Wassers auf andere Laufbrunnen der Neustadt diente. An der Stelle dieses Kastenbrunnens sollte eigentlich ein an Wilhelm Raabe erinnernder Brunnen errichtet werden. Statt eines solchen stiftete der Bankier Max Leeser 1912 den Katzenbrunnen, der von Ferdinand Seeboeck entworfen, am 26. Juni 1913 fertiggestellt und am 26. Juli enthüllt wurde.
Im Zweiten Weltkrieg wurden Bronzefigur und sonstige Metallteile eingeschmolzen. Ein Entwurf zur Neugestaltung von Hermann Scheuernstuhl konnte sich bei den Bürgern nicht durchsetzen und wurde als „Aschenbecher“ bespöttelt.
Erst 1975 finanzierte der Rotary-Club Hildesheim die Reparatur des Beckens nebst Säule und Katzen und stiftete 1976 eine Nachbildung der Nachtwächterstatue, die durch Erich Jaekel angefertigt wurde.